# Некротомия
Некротомия (греч. nekros — «мёртвый» + греч. tome — «разрез, рассечение») — рассечение омертвевших внешних покровов (например, ожогового струпа) и глубжележащих тканей на человеческом теле, вплоть до жизнеспособных слоёв, которое применяется при медицинской обработке сильных ожогов и обморожений (III и IV степеней), нередко — в сочетании с некрэктомией.
В качестве классических способов некротомии используется нанесение линейных («лампасных») и клеточных разрезов, затрагивающих некротизированную кожу. Некротомия считается первым этапом хирургического вмешательства в случаях анаэробной инфекции при гангрене конечностей, гнойно-некротического поражения мягких тканей и т. п., когда высок риск ишемии и сдавливания непоражённых органов формирующимися омертвевшими покровами. Проведение некротомии в большинстве ситуаций не требует анестезии и обеспечивает уменьшение местного сдавливания тканей, облегчение дыхательной экскурсии грудной клетки (в случае глубоких ожогов туловища), а также — снижение общей интоксикации организма путём отвода из поражённой зоны раневой жидкости, в которой накапливаются токсические вещества и продукты распада.

## Дополнительные источники
- Стручков Ю. В. Некротомия // Большая медицинская энциклопедия : в 30 т. / гл. ред. Б. В. Петровский. — 3-е изд. — М. : Советская энциклопедия, 1981. — Т. 16 : Музеи — Нил. — С. 335. — 512 с. : ил.